# Век невежества
«Век невежества» (англ. Dark Age, буквально: «тёмный век») — австралийский кинофильм 1987 года, фильм ужасов о гигантском крокодиле, снятый по роману Numunwari Грэма Уэбба. 

## Сюжет
На австралийской Северной территории появляется гигантский гребнистый крокодил, который убивает двух охотников, решивших застрелить его, а также мальчика-аборигена на берегу реки. Смотрителю национального парка Харрису поручено избавить местное население от чудовища. Однако его друзья, местные аборигены, утверждают, что этот крокодил («нумунвари») священный, и ему поклонялись их предки уже много веков. Ундабанд и его сын Аджарал предлагают другой план: найти крокодила и поймать его, а затем перевезти подальше от людей, где тот будет жить в привычной ему среде.
Харрис вместе с аборигенами и своей подругой-антропологом Кэти осуществляют этот план, хотя один из местных охотников со своими дружками решают во что бы то ни стало уничтожить крокодила. В результате «нумунвари» оказывается в безопасном месте, однако Ундабанд гибнет. Аджарал и его соплеменники продолжают поклоняться крокодилу, продолжая вековую традицию.

## В ролях
| Актёр          | Роль        |
| -------------- | ----------- |
| Джон Джеррет   | Стив Харрис |
| Макс Фиппс     | Джон Бессер |
| Дэвид Гулпилил | Аджарал     |
| Никки Когхилл  | Кэти Поуп   |
| Бёрнэм Бёрнэм  | Ундабанд    |
| Рэй Мигер      | Рекс Гаррет |
| Джефф Эшби     | Мак Уилсон  |
| Пол Бертрам    | Джексон     |
| Рон Бланчард   | Блю Ноакс   |
| Джерри Дагган  | Джо Блант   |

## Отзывы
Одобрительный отзыв о фильме даёт Квентин Тарантино в историческом документальном фильме «Не совсем Голливуд: Потрясающая, нераскрытая история австралийского эксплуатационного кино».